# Hojná Voda
Hojná Voda (německy Heilbrunn) je vesnice v Novohradských horách, část obce Horní Stropnice v okrese České Budějovice v Jihočeském kraji. Leží nad Dobrou Vodou, na východním úbočí Kraví hory (962 metrů) a nedaleko Vysoké (1034 metrů).
Katastrální území Hojná Voda leží v přírodním parku Novohradské hory a na území ptačí oblasti Novohradské hory. Nachází se zde mnoho přírodních zajímavostí, například kamenných útvarů.

## Název
Název vsi pochází od významu hojivá voda.

## Historie
První písemná zmínka o vesnici pochází z roku 1553, kdy Vilém z Rožmberka přivedl 26 usedlíků a dřevařů. Ti založili osadu jménem Vilémova Hora, zřejmě na počest Viléma z Rožmberka. Další zmínka o Hojné Vodě pochází z roku 1564, kdy byl objeven léčivý pramen.
K jeho objevu se váže pověst o zraněném dřevorubci, jemuž se na nedalekém buku zjevila sv. Anna, která mu poradila, aby si ránu omýval vodou z pramene. Zakrátko se uzdravil. Událost se roznesla po kraji a lidé k pramenu houfně přicházeli. Proto zde na konci 16. století vzniklo poutní místo s jednolodním kostelem sv. Anny. Po postavení barokního chrámu v nedaleké Dobré Vodě poutě v Hojné Vodě zanikly. Po roce 1945, po vystěhování původního obyvatelstva, kostel chátral a v roce 1963 byl zbořen.
Po objevení léčivého pramene bylo založeno lázeňské centrum, které se může pochlubit řadou vzácných návštěv. V dobách největší slávy zde byli k vidění mimo Viléma z Rožmberka také Petr Vok z Rožmberka, příslušníci rodu Buquoyů, spisovatel a historik Zikmund Winter a další. Roku 1623 byla Vilémova Hora přejmenována na Heilbrunn a její české jméno jí pravděpodobně dal František Palacký. Zikmund Winter zde napsal část svého historického románu Mistr Kampanus.
V roce 1938 v městysi Hojná Voda žilo více než 600 obyvatel, z toho 15 Čechů. Po válce, z níž se větší část mužů nevrátila, bylo obyvatelstvo vystěhováno (84 mužů, 191 žen a 226 dětí).[zdroj?] V roce 1949 zde bylo vytvořeno zakázané hraniční pásmo, a více než polovina domů byla zbořena. V šedesátých letech sice došlo k zpřístupnění Hojné Vody, ale do roku 1989 byly Novohradské hory téměř neznámou oblastí, ve které „vládla“ pohraniční stráž. Všechny pokusy obnovit proslulost zdejších lázní sice ztroskotaly, ale Hojná Voda se stala turistickým centrem jak v létě (cyklisté), tak v zimě (lyže).

## Obyvatelstvo
| Rok            | 1869 | 1880 | 1890 | 1900 | 1910 | 1921 | 1930 | 1950 | 1961 | 1970 | 1980 | 1991 | 2001 | 2011 | 2021 |
| -------------- | ---- | ---- | ---- | ---- | ---- | ---- | ---- | ---- | ---- | ---- | ---- | ---- | ---- | ---- | ---- |
| Počet obyvatel | 715  | 729  | 727  | 652  | 647  | 545  | 465  | 92   | 73   | 63   | 44   | 25   | 33   | 29   | 34   |
| Počet domů     | 140  | 142  | 137  | 137  | 137  | 137  | 136  | 97   | 97   | 20   | 17   | 18   | 15   | 25   | 30   |

## Obecní správa
Při sčítání lidu v letech 1850–1960 Hojná Voda byla samostatnou obcí, se kterým patřila nejprve do okresu Kaplice, ale v roce 1950 v okrese Trhové Sviny a od roku 1960 v okrese České Budějovice. Od 12. června 1960 je částí obce Horní Stropnice v okrese České Budějovice. Od 4. května 1950 do 11. června 1960 k obci patřily Dobrá Voda a Staré Hutě.

## Okolí
Prales Hojná voda se nachází v katastru sousedních Starých Hutí, na východním úbočí Vysoké (1034 metrů). Je složen převážně z bukového a smrkového porostu. Byl založen ve stejné době, jako Žofínský prales, jež byl založen hrabětem Buquoyem a nachází se kousek od Černého Údolí. Dá se odtud jet na Pohorskou Ves, Leopoldov a Pohoří na Šumavě s Pohořským potokem. Pro pěší a cyklisty vede také cesta z Čech do Rakouska směrem na Weitru.

## Pamětihodnosti
- Zvonice z poloviny 16. století[13]
- Socha svatého Jana Nepomuckého
- Bývalá pekárna
- Zvon setkávání (2850 kilogramů vážící zvon o tónu cis¹[14] od zvonaře Rudolfa Pernera z Pasova) v moderní zvonici z mrákotínské žuly, skla a oceli[15]

## Osobnosti
V Hojné Vodě čp. 24 (napravo od současné budovy čp. 23) se narodil v roce 1914 vojenský letec František Binder.

## Fotogalerie

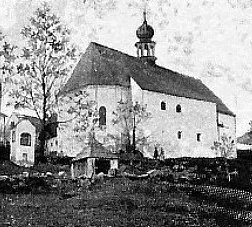
Kostel svaté Anny na počátku 20. století
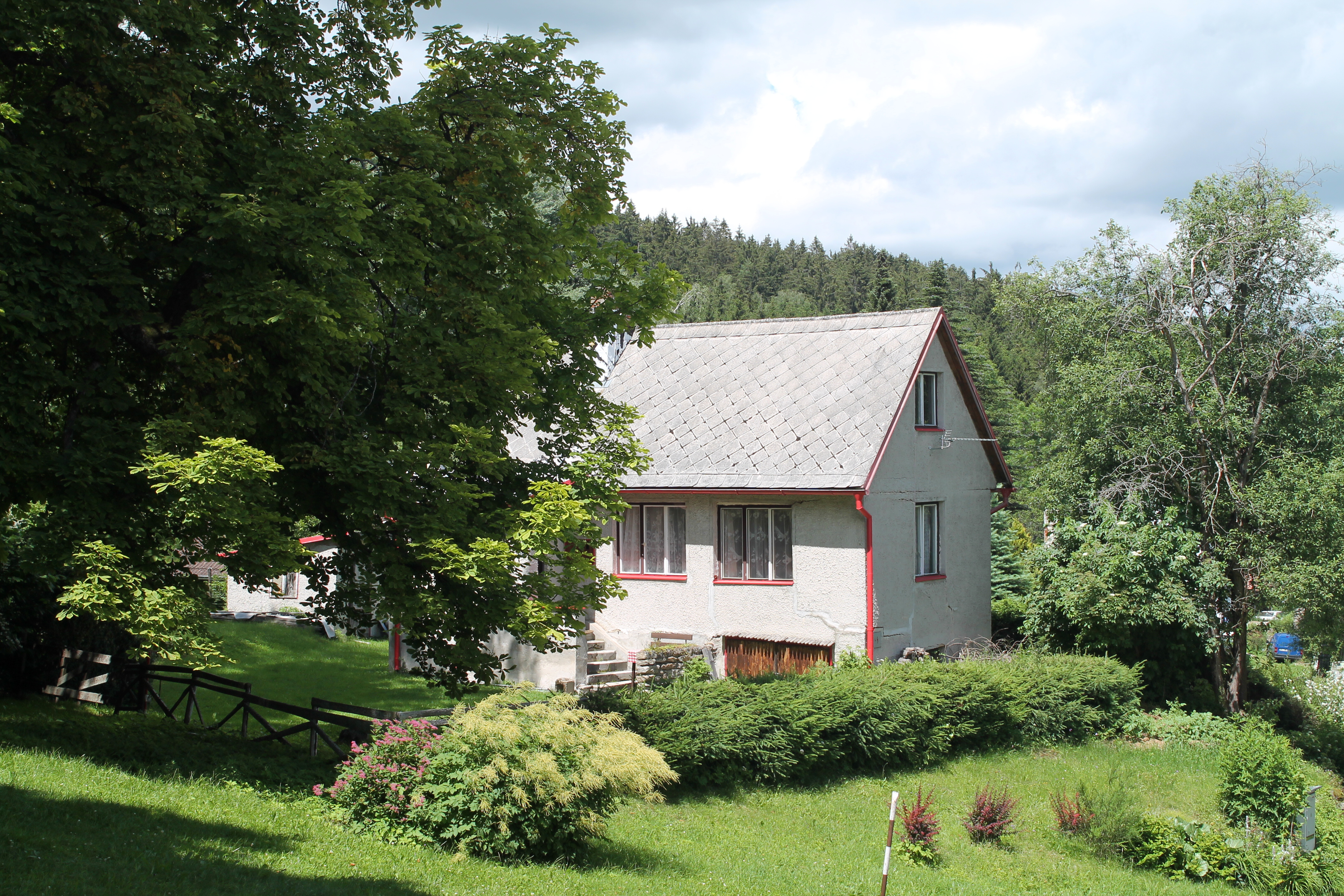
Místo zaniklého kostela
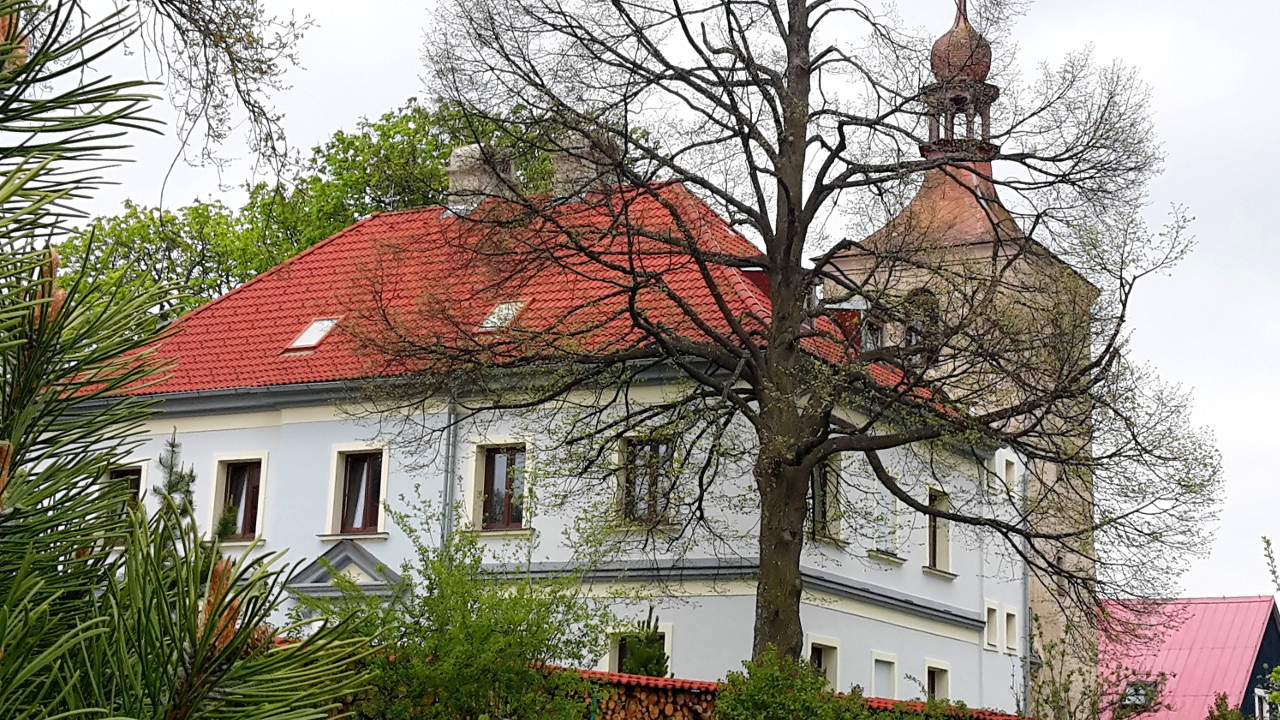
Zvonice v Hojné Vodě
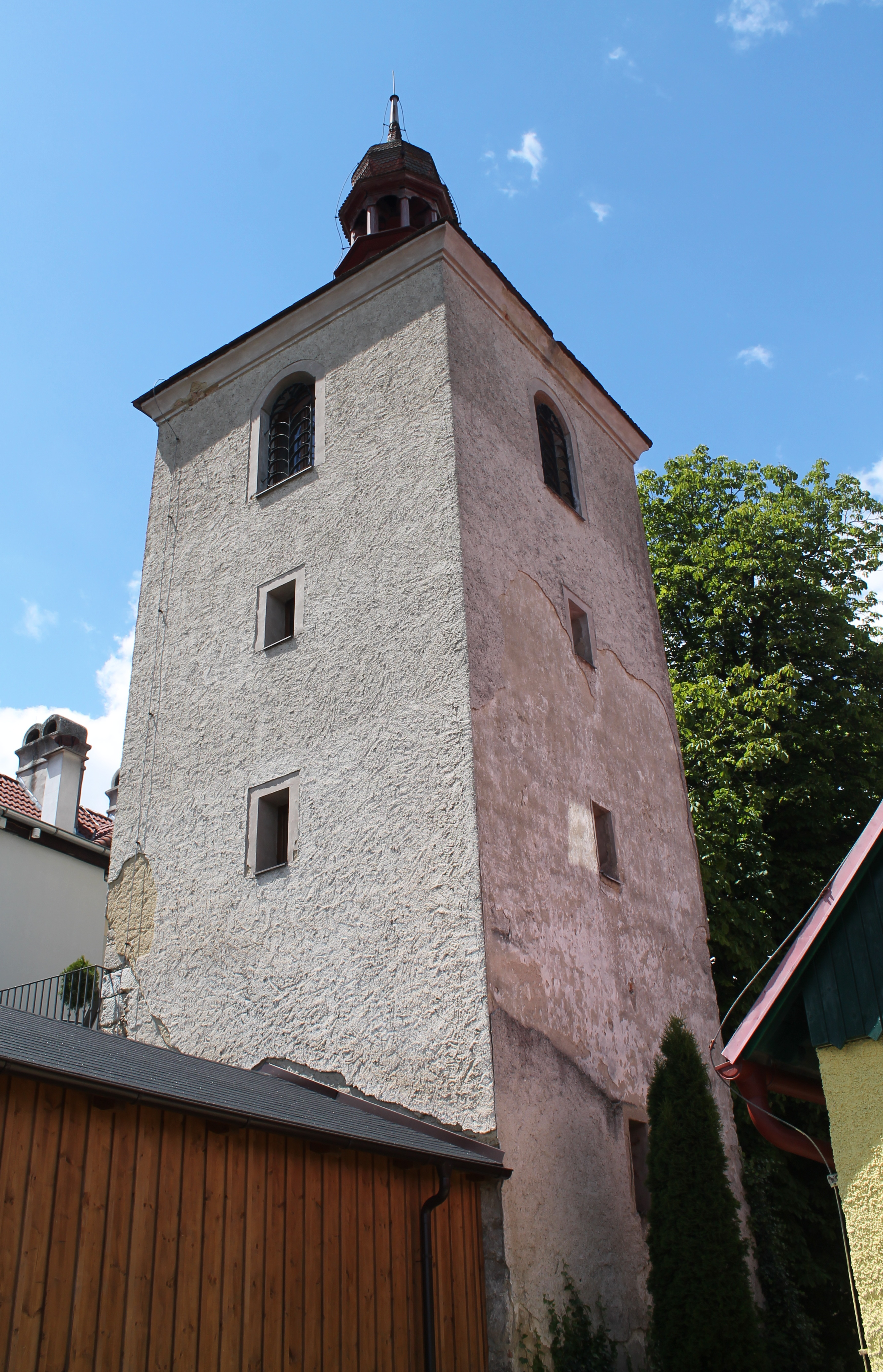
Zvonice v Hojné Vodě
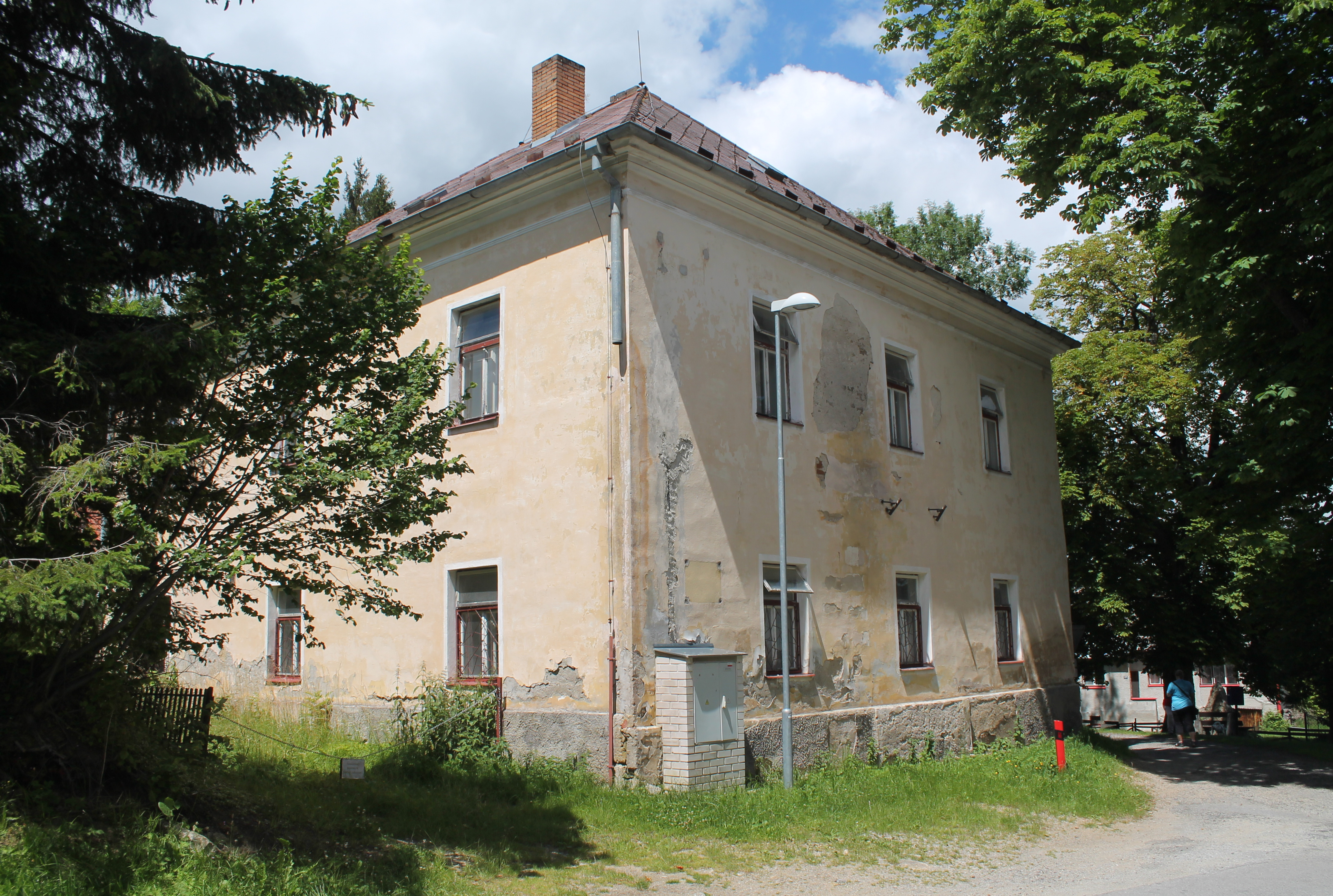
Fara
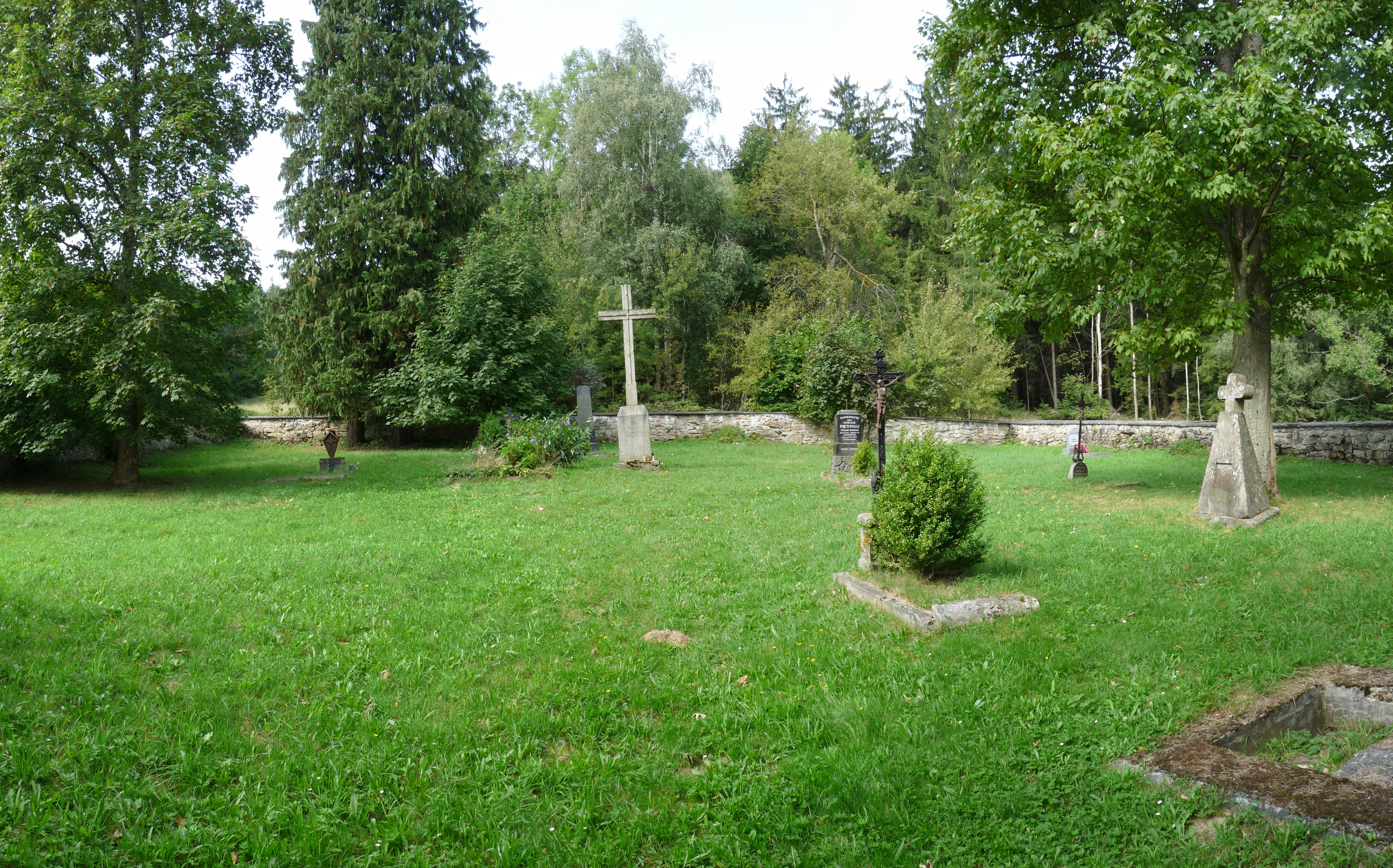
Hřbitov v Hojné Vodě
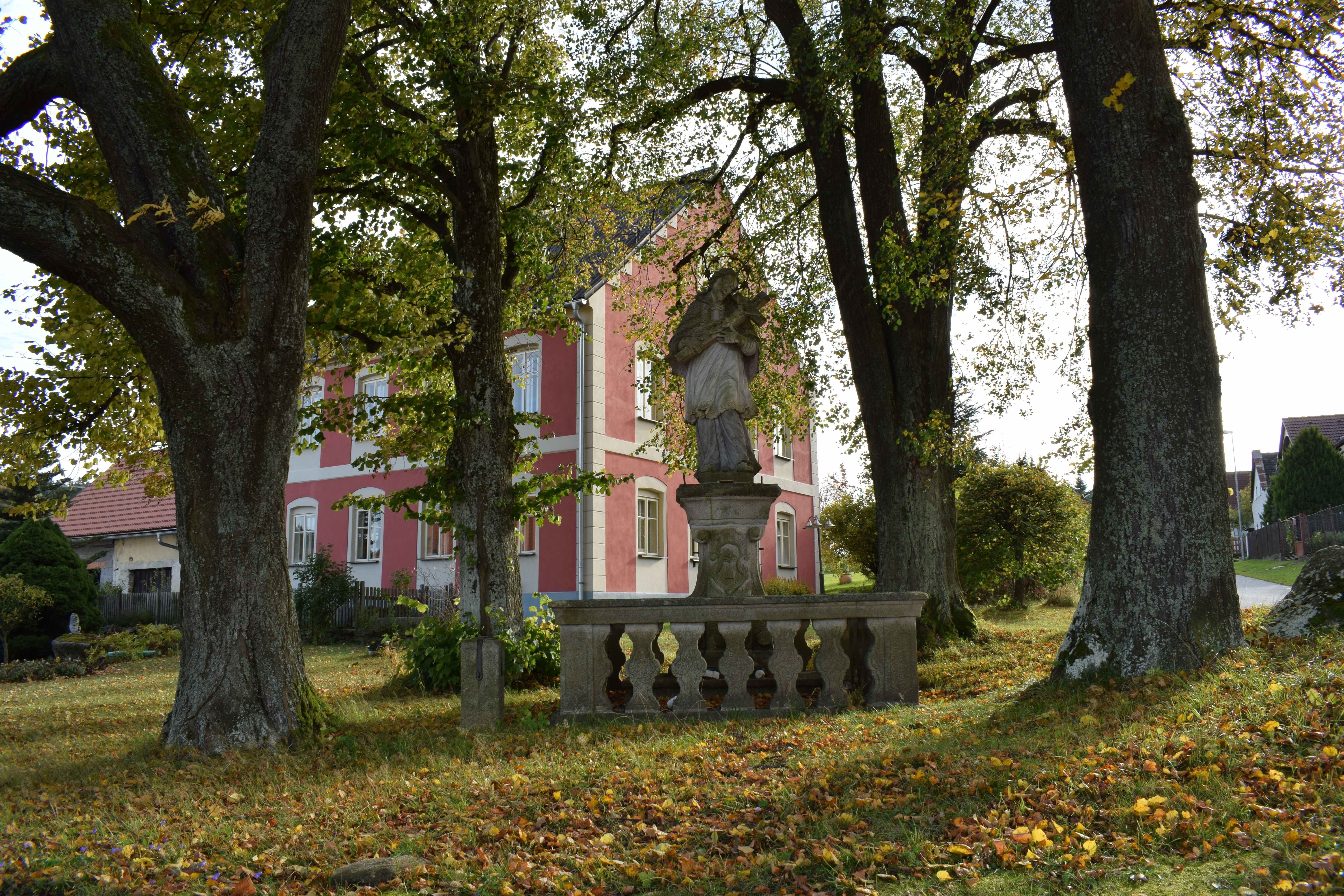
Socha svatého Jana Nepomuckého
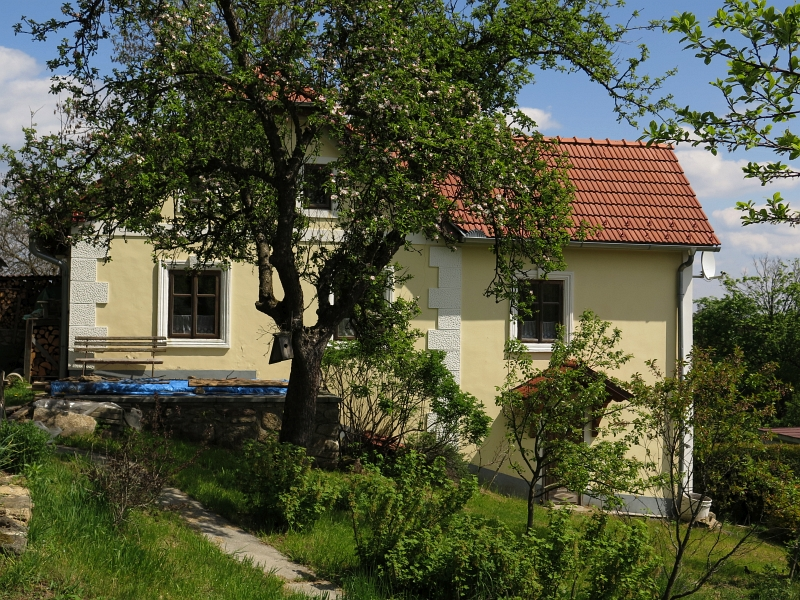
Bývalá pekárna
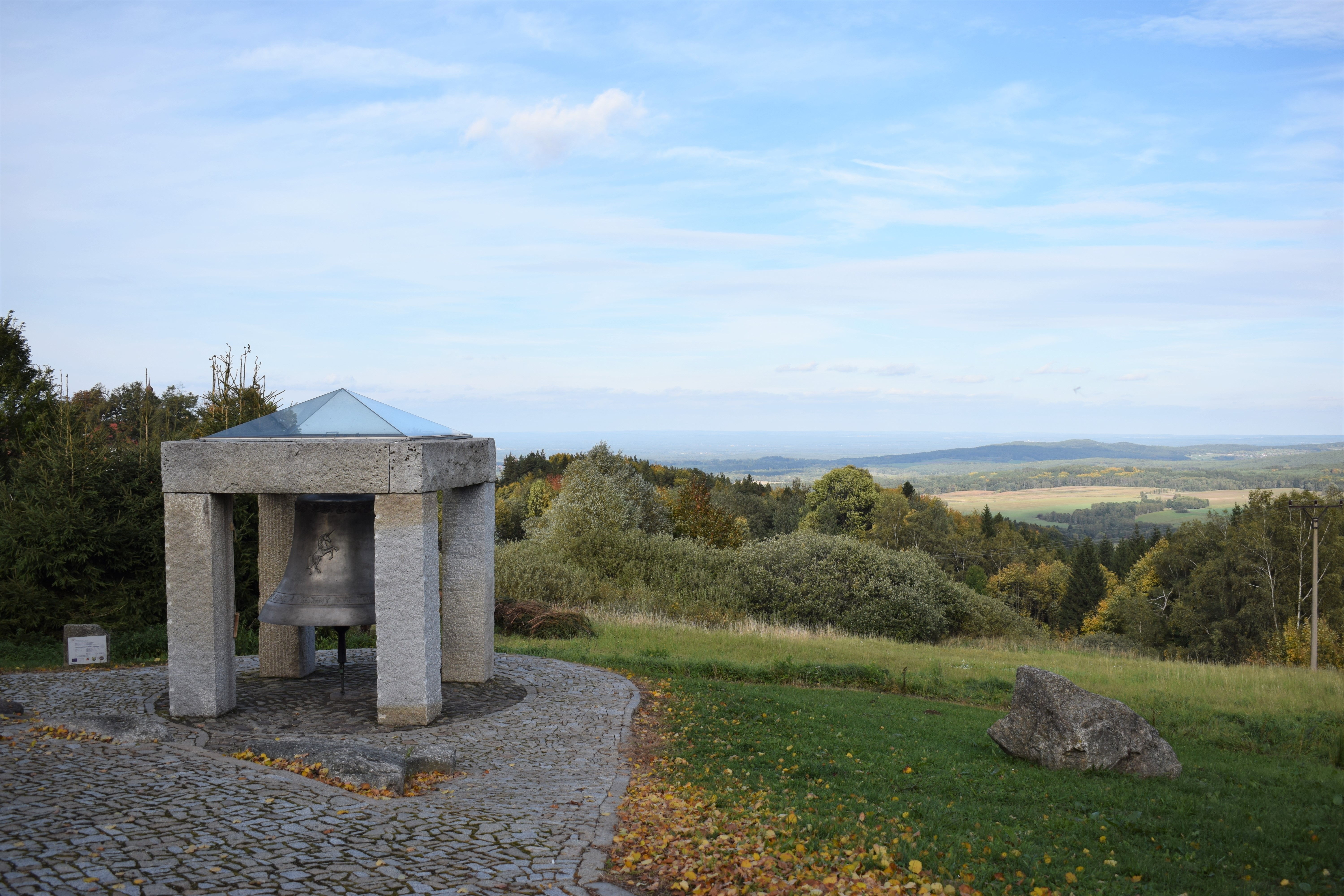
Zvon setkávání
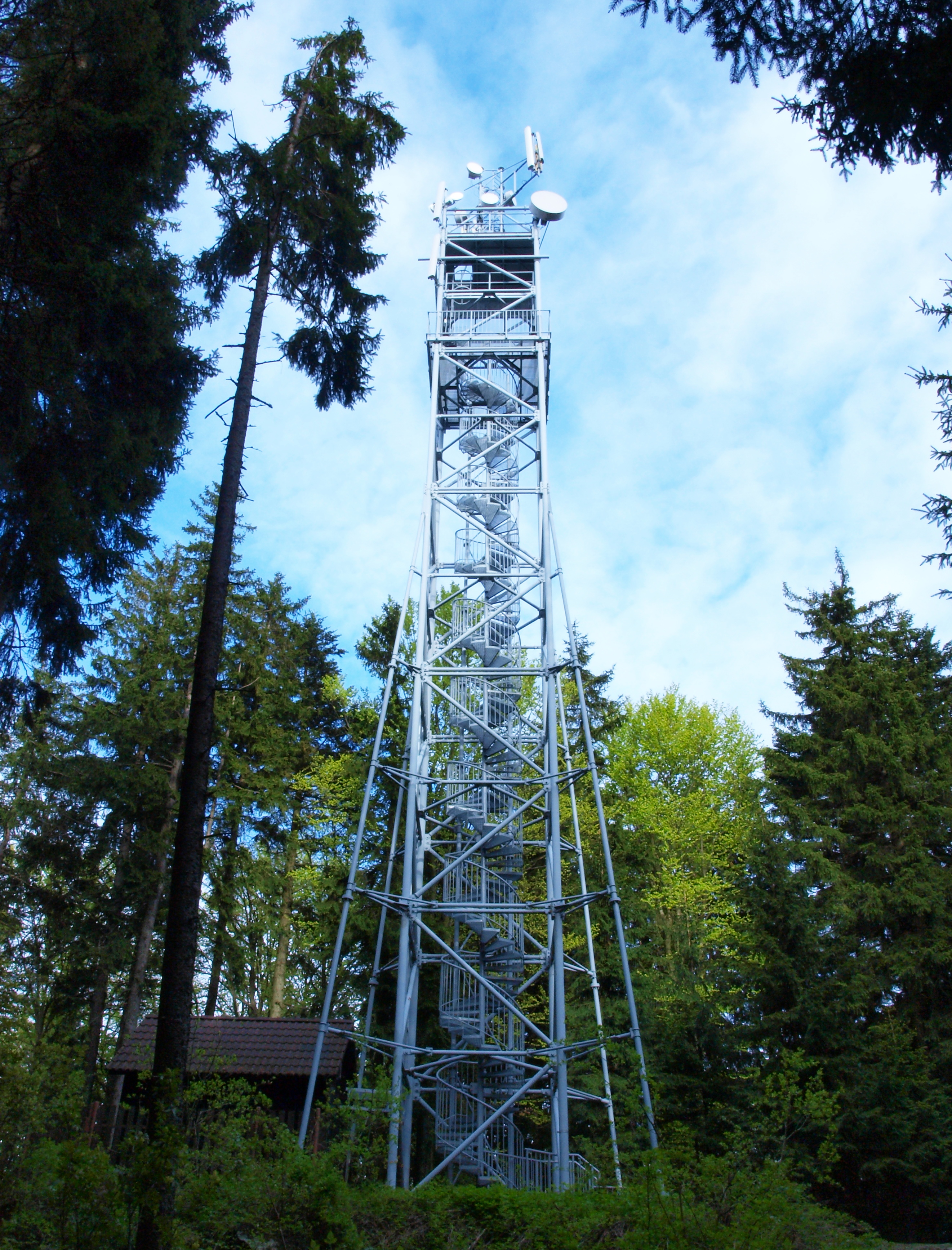
Rozhledna na Kraví hoře
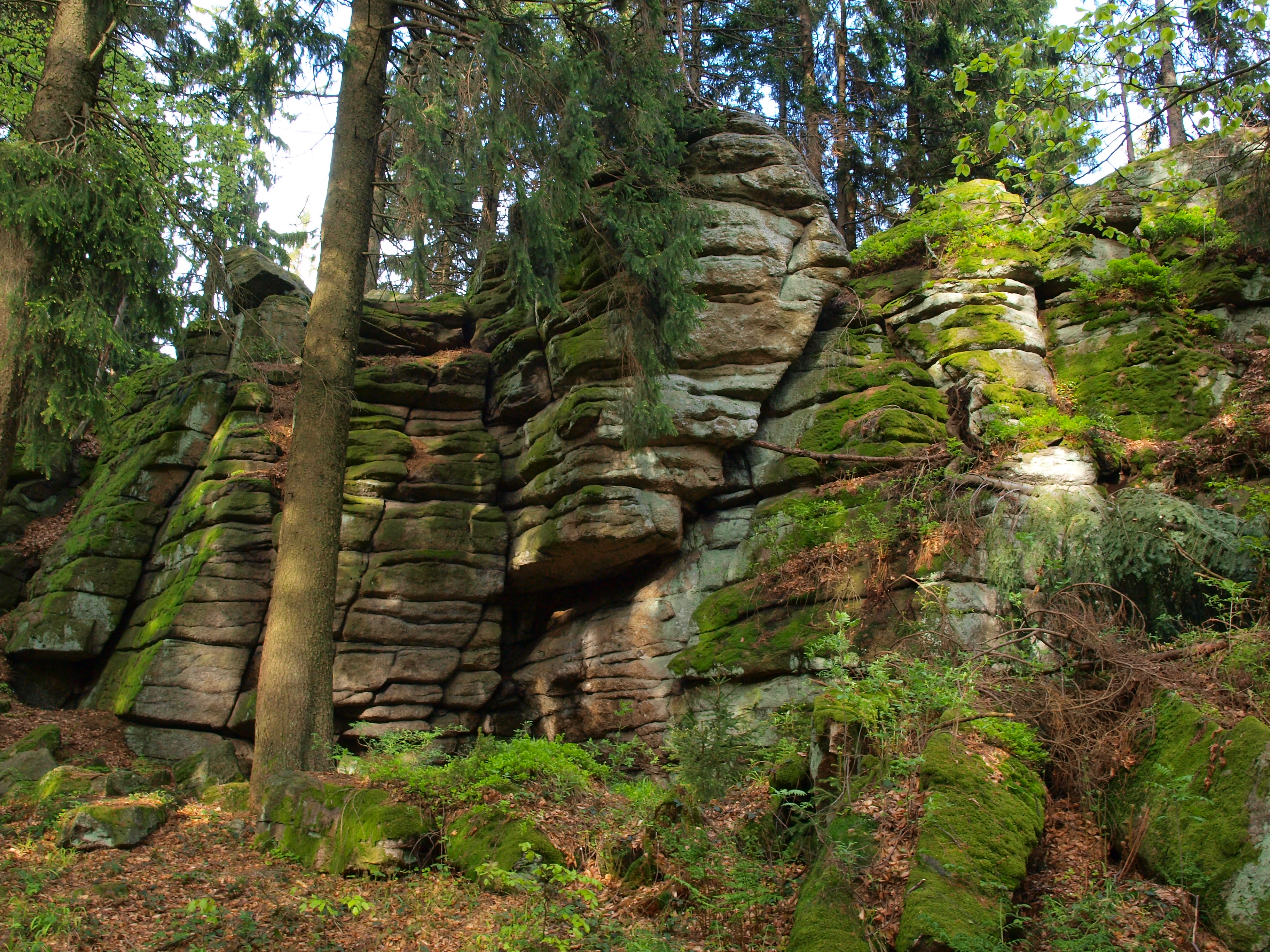
Skalní útvary na Kraví hoře